# Lisa Davis
Pour l'actrice, voir Lisa Davis Waltz.
Pour les articles homonymes, voir Davis.
Lisa Davis, née le 15 octobre 1963, est une femme d'affaires américaine, présidente de l'entreprise Siemens Corporation aux États-Unis depuis janvier 2017. Davis est aussi membre du conseil d'administration de Siemens. 

## Biographie

### Jeunesse
Lisa Davis est née aux États-Unis le 15 octobre 1963. Elle obtient une licence de chimie à l'Université de Californie à Berkeley. 

### Carrière
En novembre 2016, il est annoncé que Davis succédera à Eric Spiegel, PDG de Siemens USA, après son départ en retraite à la fin de l'année. 
En 2018, elle est classée à la 37e place du magazine Forbes des femmes les plus influentes du monde. 